# Eduardo Villa

Eduardo Villa (Cavaradossi) gemeinsam mit der Sopranistin Romana Vaccaro (Tosca), 2007

Eduardo Villa (* 19. Oktober 1953 in Los Angeles, Kalifornien; † 15. Dezember 2023 in Santa Barbara, Kalifornien) war ein US-amerikanischer Opernsänger (Tenor).

## Leben

### Ausbildung
Bereits als Schüler der Highschool, später am City College in Santa Barbara, beschäftigte sich Villa, der ursprünglich Geige studieren wollte, mit Musicals. Zunächst im Orchester, dann als Tänzer in einer semiprofessionellen Produktion der West Side Story konnte er Aufsehen erregen und wurde so als Hauptdarsteller in Paint Your Wagon, West Side Story, Oliver!, Man of La Mancha und vielen anderen Musicals im US-Bundesstaat Kalifornien verpflichtet. Nach Beendigung des College wechselte er an die Gesangsklasse der University of Southern California, wo er bei Martial Singher, Horst Günter und Margaret Harshaw studierte. In dieser Zeit schloss er sich auch einer Reihe dortiger Operntruppen an, die Opernausschnitte für Grund- und Oberschüler aufführten. 1982 beendete er sein Studium und gewann den New York Metropolitan Opernwettbewerb. Es folgten Auftritte in der Carnegie Hall und in der Merv Griffin Show.

### Künstlerisches Wirken
1982 gewann er auch den Loren L. Zachary-Opernwettbewerb. Infolgedessen wurde ihm ein erster Europa-Vertrag an das Stadttheater Basel angeboten, wo er von 1983 bis 1987 verschiedene Hauptrollen des Tenorfaches sang. In diese Zeit fallen Auftritte als Turiddu in Cavalleria rusticana, Des Grieux in Manon Lescaut, Manrico in Il trovatore, Pinkerton in Madama Butterfly, Lenski in Eugen Onegin, Edgardo in Lucia di Lammermoor und Hoffmann in Les Contes d’Hoffmann. Während seiner Basler Jahre gastierte er als Cavaradossi an der Bayerischen Staatsoper München, mit welcher er 1987 einen Vierjahresvertrag abschloss.
Ab 1991 vermehrten sich die internationalen Anfragen und Angebote derart, dass sich Villa für eine freischaffende Fortführung seiner Karriere entschloss und eine Verlängerung seines Vertrages mit der Bayerischen Staatsoper ablehnte. In die Zeit, die bis zu seinem Engagement an die New Yorker Metropolitan Opera (1999) dauerte, fallen Gastspiele an der Opera Hamilton in Kanada, der Carnegie Hall, der Frankfurter Oper, der Arizona Oper und der Connecticut Opera in Hartford. Im  März 1999 debütierte  Villa als Radames in Aida an der New Yorker Metropolitan Opera, im Mai 1999 sang er dort den Enzo in La Gioconda. Im Jahr 2001 sang er in Atlanta am Fox Theatre Verdis Otello an der Seite von Brenda Harris (Desdemona), Brent Ellis (Jago) und Matthew Chellis (Cassio) unter der Leitung von William Fred Scott.
Zuletzt war Villa weiterhin freischaffend tätig. Zahlreiche Gastspiele führten ihn auf die größten Bühnen der Welt.
Villa starb im Dezember 2023 an den Folgen einer jahrelangen Speiseröhrenkrebserkrankung.

### Trivia
In der Spielzeit 1997/98 war Villa als Zuschauer in einer Vorstellung von Tosca in der Bayerischen Staatsoper. Der Tenor, welcher den Cavaradossi sang, war stimmlich dergestalt indisponiert, dass die Vorstellung vor der Pause unterbrochen werden musste. Spontan sprang Villa ein und „rettete“ so die Vorstellung, indem er die Partie zu Ende sang.